# Carmen Victoria Marrero Aguiar
Carmen Victoria Marrero Aguiar (1963) es una lingüista española, catedrática del Departamento de Lengua Española y Lingüística General en la Universidad Nacional de Educación a Distanciay XIV presidenta de la Sociedad Española de Lingüística (SEL).

## Biografía
Nacida en Güímar (Tenerife), cursó el Bachillerato en el Instituto Isabel de España de Las Palmas de Gran Canaria. Comenzó sus estudios en la Licenciatura en Filología Hispánica en la Universidad de La Laguna, y terminó en 1985 en la Universidad Complutense de Madrid, donde se doctoró en Lingüística Hispánica con la tesis «Fonética estática y fonética dinámica en el habla de las islas Canarias» en 1987.
La mayor parte de su actividad docente se ha desarrollado en la Universidad Nacional de Educación a Distancia (UNED), a la que se incorporó en 1986 como profesora colaboradora. En 1990 accedió al puesto de profesora titular y en 2011 al de catedrática de universidad. En estos años ha impartido asignaturas de introducción a la lingüística, fonética y fonología del español, lingüística clínica, enseñanza de la pronunciación, entre otras, en grado y máster, y coordinado varios proyectos de innovación docente. Ha sido invitada en diversas universidades españolas e internacionales; desde 2016 es profesora externa en el Máster Universitario en La Enseñanza del Español como Lengua Extranjera de la Universidad de Salamanca, en una asignatura dedicada a la enseñanza a migrantes y refugiados.
Su actividad investigadora se ha desarrollado en tres líneas principales: la fonética del español, la psicolingüística y la lingüística aplicada. En estos ámbitos ha participado en más de diez proyectos de I+D+i financiados por administraciones públicas y privadas, ha realizado ponencias y presentaciones en numerosos congresos nacionales e internacionales; actualmente es la investigadora principal del grupo «Actualing. Aplicaciones clínicas, tecnológicas y usos afines de la lingüística», de la Universidad Nacional de Educación a Distancia, que desarrolla líneas de investigación tanto en lingüística aplicada como teórica.Es autora o coautora de una decena de libros, más de una veintena de artículos, y otros tantos capítulos en obras colectivas.
A lo largo de su vida profesional ha colaborado activamente con diversas empresas, relacionadas con el ámbito sensorial auditivo, como el Hospital Ruber Internacional, Phonak y la Fundación Alexander Graham Bell.
En la gestión académica ha coordinado los Centros en el Extranjero de la Uned, ha sido vicedecana de la Facultad de Filología, directora del Centro Universitario de Idiomas Digital y a Distancia y Coordinadora del Programa de Doctorado en Filología. Ha sido evaluadora de la Agencia Nacional de Evaluación y Prospectiva y de varias agencias autonómicas e hispanoamericanas, ha participado en diferentes comisiones de la Agencia Estatal de Investigación y ha presidido los comités organizadores de diversos congresos internacionales de fonética y lingüística. Desde el año 2013 participa en la Junta Directiva de la Sociedad Española de Lingüística, que preside desde 2024.